# بیلتن (ویرجینیا)
بیلتن (به انگلیسی: Bealeton) یک منطقهٔ مسکونی در ایالات متحده آمریکا است که در Fauquier County واقع شده‌است. بیلتن ۱۴٫۲۱ کیلومتر مربع مساحت و ۴٬۴۳۵ نفر جمعیت دارد و ۹۸٫۷۶ متر بالاتر از سطح دریا واقع شده‌است.